# San Lorenzo Cuaunecuiltitla
San Lorenzo Cuaunecuiltitla es una localidad del estado mexicano de Oaxaca. Es cabecera del municipio de San Lorenzo Cuaunecuiltitla.

## Demografía
| Censo | Población |
| ----- | --------- |
| 1900  | 1049      |
| 1910  | 787       |
| 1921  | 943       |
| 1930  | 643       |
| 1940  | 672       |
| 1950  | 636       |
| 1960  | 636       |
| 1970  | 619       |
| 1980  | 546       |
| 1990  | 670       |
| 1995  | 598       |
| 2000  | 735       |
| 2005  | 738       |
| 2010  | 771       |
| 2020  | 833       |